# DAI-HONYA
『DAI-HONYA』（ダイホンヤ）とは田北鑑生原案・とり・みき画の漫画作品である。本稿では続編である『THE LAST BOOKMAN（ラスト・ブックマン）』についても記述する。

## 概要
近未来SF要素の混じったハードボイルドギャグ漫画。『月刊アスキーコミック』1992年8月号から1993年9月号まで連載。田北鑑生がとり・みきの結婚祝いにプレゼントした原稿用紙五十枚程のストーリーが元になっている。1993年にアスキーから単行本刊行。2002年に早川書房から新装版が刊行。
第25回星雲賞コミック部門を受賞。

## DAI-HONYA

### ストーリー
199X年、幕張のコミケ会場において爆破事件が発生し、多数の犠牲者を生み出した……。
20XX年、コンピュータネットワークの発達と森林資源不足から来る活字文化の衰退を防ぐ為『書店法』が成立。だがそれにより巨大資本の市場独占、本の特殊化を推し進められていった。一方で本を嫌う人も増え犯罪・テロ行為等の本に纏わる事件が続発。書店の凶悪犯罪に対抗すべく武器の所持が許された「書店管理官」を生むに至った。
12月20日、一級書店管理官・紙魚図青春は「20世紀雑誌展」開催を翌日に控えた巨大書店・文鳥堂書店に訪れる。しかしその夜、コンピュータ「ミス・クリスチーナ」のセキュリティシステムを破りテロリスト達が侵入。「雑誌展」の目玉である□高（ますたか）コレクションが目的の彼らに対し、紙魚図は警備主任の高橋、アンドロイドのHAL子と共に、彼らに立ち向かうのであった。

### 登場人物
紙魚図 青春（しみず せいしゅん）
一級書店管理官。かつて本屋でのアルバイト経験があり、カバー掛けなどは上手。同人誌(「実用手紙文通信」というタイトル)の作成経験あり。19年前の「幕張事件」の際、吹き飛ばされた破片により負傷し、左手がハイブリッド義手となっている(時々右手が義手となることがある)。少年のような外見だが続編の『THE LAST BOOKMAN』において1978年2月23日生まれだと判明するので、この時点では既に30歳は超えていることになる。
高橋 兎男（たかはし うさぎお）
文鳥堂書店警備主任。紙魚図のパートナーとして警備を担当することになったヒゲと眼鏡の中年男性。かつて同人誌を書いていて、「幕張事件」では爆心地の近くに居ながら奇跡的に助かった経歴を持つ。
HAL子（はるこ）
文鳥堂書店地下3階にある朗読バーで働くアンドロイド。端末（ターミナルユニット）としてミス・クリスチーナにアクセスが可能。元々は天地山社長のお相手用に作られたのだが、社長に飽きられて売られそうになった所を高橋に引き取られた過去がある。今の顔は高橋がつけたもの。
ミス・クリスチーナ
文鳥堂書店を制御する巨大コンピューター。「ミス・クリスチーナ」とは職員から親しみと皮肉を込めて付けられた名。閉店後のビル全体(自身が収められているコンピュータルームなど一部を除く)を管理する。操作画面などでは自身を欧米人女性の姿として表示する。ミス・クリスチーナの物理的本体は、その機能に不必要なほどに巨大で、ある種衒学的な装飾が施されている(高橋によると開発者が権威主義者とのこと)。
犬田（いぬた）
コントロールルームを一人で仕切る女性オペレーター。推理小説マニア。勤務中によく眠るが、犬笛を吹かれると目を覚ます。テロリスト侵入時、コントロールルームで人質となっていたが、安原が殺されると錯乱し逃走。屋上まで逃れるものの阿部川に追いつめられて転落死する。モデルは田北鑑生であり、アスキーコミックス版では著者近影として用いられている。
安原（やすはら）
文鳥堂書店保安部長。粘液状で不定形。先代社長時代からの唯一の生き残り。ゴンザレス島田による書店内での盗読事件騒動を気にしており、社長に「雑誌展」延期を進言し、また夜間もビルに残っていた。テロリスト達が侵入した後はコントロール･ルームで安倍川達に拘束されていたが、反撃を試みてブラック大尉に射殺される。
天地山 冬木（てんちやま ふゆき）
株式会社文鳥堂書店の社長。体の動きに同調しない影を持つ。書店内の盗読事件騒動、反対デモにもかかわらず「20世紀雑誌展」の開催を強硬に主張する。書店の中で「□高コレクション」の中身を知っている唯一の人物。
阿部川 一駿仁（あべかわ いっしゅんじん）
テロリスト達の中心人物でヤミ本ブローカー。同人誌コミュニティを嫌っており、「幕張事件」の犯人。ただし阿部川の感情は近親憎悪であり、彼自身コミュニティと同じタイプの人間であった。口の形がそのときの状況に合わせて変わる。□高コレクションを盗むために主義主張の異なる四人と共に文鳥堂書店に侵入。
客家 一起（はっか いっき）
テロリストの一人。プロのハッカー。クリスチーナの開発者への強い対抗心を秘めており、クリスチーナ「誘惑」を担当する。口におしゃぶりのようなものをくわえており、語尾に「ポ」を付ける。
ブラック大尉
テロリストの一人。おたく狩り専門の傭兵。時折非合法で書店側に雇われることもある。目鼻立ちの区別が付かないほど黒い色の肌で非常に無口。
バッキー田中（-たなか）
テロリストの一人。本を崇める拝本教の原理派。その教えにより本を傷つけることを極力嫌う。「イイイイ」が口癖。
普安 吾郎（ふあん ごろう）
テロリストの一人。通称“大会屋”の普安吾郎と呼ばれる書店関係のイベント・ゴロ。他のメンバーとはあくまで一時的な協力であり、リーダー風をふかす安倍川や拝本教のバッキーのことを快く思っていない。SF書籍のニオイが苦手。
モダン3号
安倍川達がコンテナの中身として連れてきた巨大白ポスト型ロボット。悪書追放のために吸引口から本どころか人さえも吸い込み、体内で消化した後、糞として廃棄物を出す。腹部からはマシンガンが飛び出る。「幕張事件」の時も同様のロボットがコミケ会場に出現していた。
ゴンザレス島田（-しまだ）
盗読（書店の本を録音して持ち帰る）のプロ。浮浪者風の小汚い格好しており、拝本教に入信している噂もある。文鳥堂書店で「雑誌展」の前日に盗読をきっかけとしたテロを起こす。紙魚図に取り押さえられる際、ブラック大尉に狙撃され死亡する。実は安倍川たちが超小型爆弾"紙石鹸"を仕掛ける為のおとりであった。
警部補
牛曲署の警部補。メガネと口ひげが特徴で初老の紳士然とした人物。外見は「るんるんカンパニー」「吉田さん危機一発」などに出演のジェームス吉田。文鳥堂書店の前で殺人事件発生（犬田の死体発見）の通報を受けて現場に乗り出す。「幕張事件」の時、たまたま見かけた爆弾の導火線を見ていたのに何も出来なかった事を悔いてる節がある。桜田淳子が好きだったらしい。
霊能者
文鳥堂書店199階にあるテレパス探査室の担当者。オールバックで左右の眉毛の上にホクロがあるが、業務中は頭からマスクを被っている。外見は「るんるんカンパニー」「吉田さん危機一発」などに出演の秋田冒険王。管轄外のため、一連のテロ騒動には手を出さなかったが、透視で安倍川が爆弾を準備しているのを目撃した際、文鳥堂書店に来たのは今日この日の為だと悟り、紙魚図に協力する。実は「幕張事件」の際に火のついた導火線を見逃したことがあり、そのことを強く悔いている。
□高 別男（ますたか べつお）
ビブリオマニアとして有名な大金持ち。生涯独身で既に故人。誰にも見せず自分の寝室の金庫に保存していた愛読書「□高コレクション」が、「雑誌展」で特別展示される予定であった。
□は枡記号「〼」。
謎の老人
着古したモーニング姿に山高帽の老人。顔の輪郭はヒョウタン形で口ひげがある。彼が姿を現す際 HAL子にその姿は見えず、霊能者は強く反応する。

### 舞台
ストーリー冒頭と管轄警察署など数箇所の例外を除いて、ストーリーは巨大書店「文鳥堂書店」で展開される。書籍の特殊化、巨大資本の市場独占という舞台設定により「文鳥堂書店」の規模は非常に大きい。
- 地下3階、地上201階の建物の内、190あまりのフロアで書籍を陳列、販売している。ビル自体も開いた本の形状を模している。
- 迅速な移動のために高速エレベータを持つ。乗客が床に張り付いてしまうほどの加速で移動する。
- ビル内に海がある。

扱うサービスも多彩である。
- インテリアとしての書籍、アクセサリ・宝飾品としての書籍を扱うフロアがある。
- 人の身長を越えるサイズの書籍を扱っている。
- ２つのフロアを突き抜けるほど高い書棚を並べ、長大なシリーズの小説の既刊全巻を納めている。
- 地下に朗読バーを備えている。演台での「カラ読み」、稀覯本の読書、ボックス席でホステスを相手に朗読など、思い思いの形で読書を楽しむことができる。

## THE LAST BOOKMAN
『トムプラス』2000年7月号から2001年4月号に連載。2002年に早川書房から単行本が刊行された。

### ストーリー
かつて勤めていた愛宕山ブックセンター（ABC）を訪れた紙魚図。ABCには全ての情報を独占しようとする調和社が全ての在庫を購入しようとやってきたが店主はそれを断るのだった。その頃村には書店テロゲオルグがやってくるとの噂が流れていた。

### 登場人物
台宮司（だいぐうじ）
調和社のマーケットエージェント。
マリア
自動本売機専門のライトノベルコカ・ブックスの配送員。
本本文（ほんもとふみ）
ABCの女店主。
本本述（ほんもとのべる）
文の息子、店は継がず、電気羊の放牧を行っている。
本本読美（ほんもとよみ）
述のむすめ。
キクチ
伝説のベストセラーロボット作家直木35号の元担当。この地の植物と融合し根を下ろした直木35号の面倒を見、実として生る本を直売している。
王苦楽（おうくらく）
伝波村を牛耳る実力者。
北町大阪志郎（きたまちおおさかしろう）
作家南市奈良三郎の弟子、師匠の遺言で全国を回りその駄作を回収している。